# جيروم إف. أومالي
جيروم إف. أومالي (بالإنجليزية: Jerome F. O'Malley)‏ هو ضابط أمريكي، ولد في 25 فبراير 1932 في كربونديل في الولايات المتحدة، وتوفي في 20 أبريل 1985 في ويلكس بار في الولايات المتحدة.